# Leptotila
Leptotila Swainson, 1837 è un genere di uccelli della famiglia Columbidae.

## Tassonomia
Comprende le seguenti specie:
- Leptotila verreauxi Bonaparte, 1855 - tortora codamacchiata
- Leptotila megalura P.L.Sclater & Salvin, 1879 - tortora facciabianca
- Leptotila rufaxilla (Richard & Bernard, 1792) - tortora frontegrigia
- Leptotila plumbeiceps P.L.Sclater & Salvin, 1868 - tortora testagrigia
- Leptotila pallida Berlepsch & Taczanowski, 1884 - tortora pallida
- Leptotila battyi Rothschild, 1901 - tortora dorsobruno
- Leptotila wellsi (Lawrence, 1884) - tortora di Grenada
- Leptotila jamaicensis (Linnaeus, 1766) - tortora dei Caraibi
- Leptotila cassini Lawrence, 1867 - tortora pettogrigio
- Leptotila ochraceiventris Chapman, 1914 - tortora panciaocra
- Leptotila conoveri Bond & Meyer de Schauensee, 1943 - tortora del Tolima